# Trilogia Sabia lui Shannara
Trilogia Sabia lui Shannara (engleză The Sword of Shannara Trilogy) este formată de trei romane Shannara (The Sword of Shannara, The Elfstones of Shannara și The Wishsong of Shannara) de Terry Brooks. Deși nu au fost scrise inițial ca părți ale unei trilogii, romanele au fost publicate ca Trilogia Sabia lui Shannara de Del Rey Books.

## Cărți

### Sabia lui Shannara
Primul roman prezintă aventurile fraților Shea și Flick Ohmsford în misiunea lor de a găsi Sabia lui Shannara pentru a o folosi împotriva Lordului Warlock care amenință Cele Patru Ținuturi (The Four Lands).

### The Elfstones of Shannara
Al doilea roman prezintă aventurile nepotului lui Shea, Wil Ohmsford, în timp ce ajută poporul elfilor aflat pe cale de dispariție: aceștia trebuie să supraviețuiască unei hoarde de  demoni care ies dintr-o dimensiune sigilată aflată în Ținutul Interzis. 

### The Wishsong of Shannara
Ultimul roman al trilogiei originale detaliază aventurile lui Jair și Brin Ohmsford, copiii lui Wil, pentru a salva Cele Patru Ținuturi de magia malefică dintr-o carte denumită Ildatch.

## Personaje care apar în două sau trei romane
Câteva personaje apar în cel puțin două romane ale trilogiei:
- Allanon (Toate trei)
- Eventine Elessedil (Sword și Elfstones)
- Flick Ohmsford (Sword și Elfstones)
- Wil Ohmsford (Elfstones și Wishsong)
- Eretria (Elfstones și Wishsong)
- Cogline (Wishsong și Druid of Shannara)
- King of the Silver River (Toate trei)

## Ecranizări
Trilogia a fost adaptată într-un serial TV, The Shannara Chronicles, primul și al doilea episod având premiera la 5 ianuarie 2016 pe MTV.
Primul sezon, format din 10 episoade, este bazat pe al doilea roman al trilogiei, The Elfstones of Shannara.